# Société Anonyme des Ateliers de Sécheron
La Société Anonyme des Ateliers de Sécheron (SAAS) fue una compañía basada en Ginebra, (Suiza) especializada en ingeniería eléctrica, incluyendo la fabricación de locomotoras y equipamiento eléctrico.
En 1989, la compañía fue dividida en cuatro compañías sucesoras, ABB Sécheron SA, ABB Power Generación (cerrada en 1995), ABB Systèmes de Transporte y Sécheron SA.

## Historia
En 1879, Alfred de Meuron instaló un taller pequeño en Ginebra para fabricar electrodomésticos eléctricos.  Este taller finalmente formó la base para el establecimiento de SAAS el 9 de julio de 1918.
Al año siguiente, 1919, Brown Boveri & Cie (BBC) se convirtió en el accionista principal de SAAS. Cinco años más tarde, SAAS recuperó su independencia.  La compañía se mantuvo independiente hasta que 1969, cuándo las presiones competitivas forzaron a buscar socios nuevos. En 1970, BBC devino en accionista único. Aun así, el nombre de la compañía solo fue actualizado en 1982, cuándo se convirtió en BBC Sécheron SA.
En 1988, BBC finalmente se fusionó con la compañía sueca ASEA para formar ASEA Brown Boveri (ABB). La nueva compañía decidió dividir SAAS en cuatro compañías y separarse de la fabricación relativa a la tracción eléctrica. La decisión llevó a la creación en 1989 de una compañía independiente, Sécheron SA, que se reintrodujo en el sector. Entretanto, ABB Sécheron SA continuó dedicada a la fabricación de transformadores.
En 1992, ABB Sécheron se mudó de la fábrica histórica, dejando a Sécheron SA en su emplazamiento original.

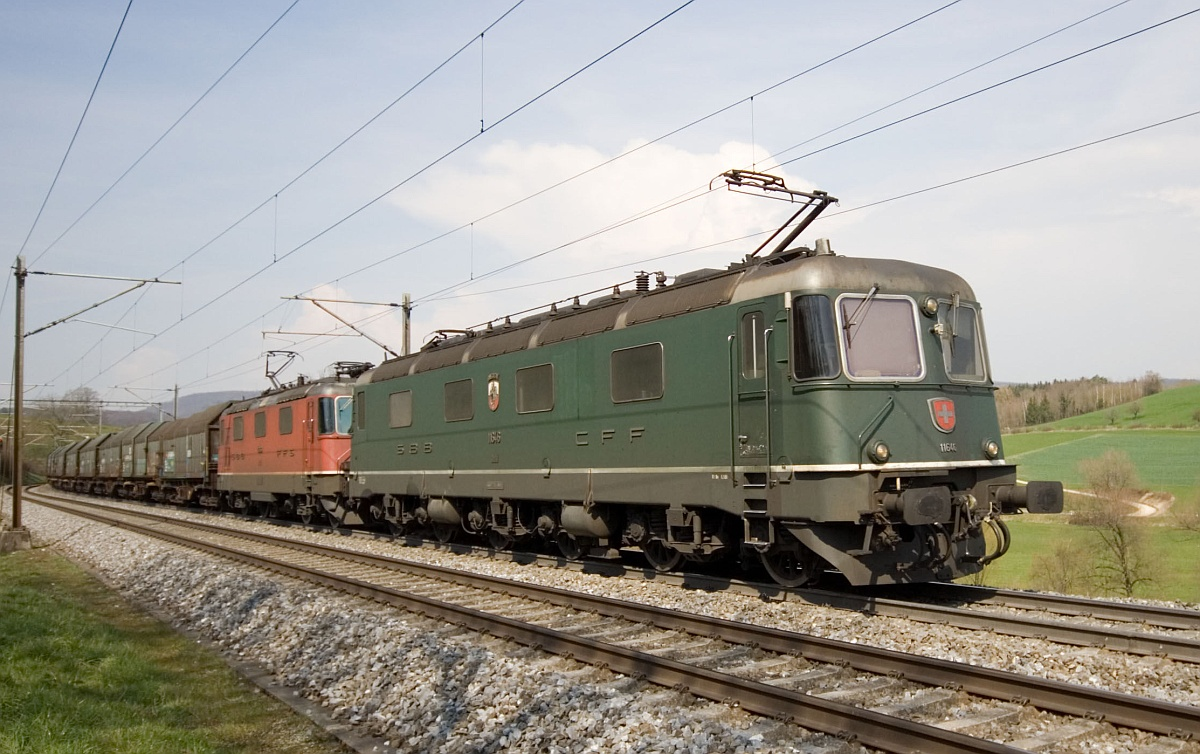
El SBB-CFF-FFS Re 4/4 II (primer coche) y Re 6/6 (locomotora), productos de SAAS.

## Productos
La compañía fabricó los productos siguientes:
- Electrodos para soldadura por arco;
- Válvulas de mercurio
- Equipamiento eléctrico para centrales hidroeléctricas;
- Locomotoras eléctricas, en colaboración con otras compañías (BBC, SLM o SIG): p. ej., Re 4/4 yo, Re 4/4 II e III, Re 6/6;
- Automotores eléctricos y unidades múltiples, también en colaboración con otras compañías;
- Controladores de velocidad para trenes, redes de metro, tranvías y trolebuses.